# Gornji Zagon
Gornji Zagon est une localité de Croatie située dans la municipalité de Novi Vinodolski et dans le comitat de Primorje-Gorski Kotar. En 2001, la localité comptait 9 habitants.

## Démographie
| 1948 | 1953 | 1961 | 1971 | 1981 | 1991 | 2001 |
| ---- | ---- | ---- | ---- | ---- | ---- | ---- |
| 428  | 444  | 324  | 109  | 24   | 11   | 9    |